# Сверчков, Николай Егорович
Никола́й Его́рович Сверчко́в (1817—1898) — русский батальный и жанровый живописец, академик Императорской Академии художеств. Наставник Николая Атрыганьева.

## Биография
Родился в семье служащего придворного конюшенного ведомства. Рисовать начал рано и быстро достиг заметных успехов, особенно в изображении лошадей, которых любил с детства. Отец, видя склонность девятилетнего сына к рисованию, определил его в Воспитательную школу при Императорской Академии художеств (1827—1829), но через полтора года Николай был вынужден прекратить учёбу из-за болезни. В дальнейшем Сверчков серьёзно занимался художественным самообразованием, изучал работы мастеров живописи, постоянно рисовал, особенно любил изображать сцены с лошадьми, добившись в этом больших успехов.
Учился в Петришуле (1829—1833).
С 1844 года его произведения на темы русского народного быта стали появляться на ежегодных академических выставках и вскоре обратили на него общее внимание.
В 1852 году за картину «Помещичья тройка пересекает на всем скаку обоз, тянущийся по большой дороге» получил звание академика. За другую картину — «Грузный экипаж с пассажирами, едущий в знойный летний день» был удостоен, в 1855 году, профессорского звания. К этому времени приобрёл известность, рисовал породистых лошадей, собак, охотничьи сцены, ухарские тройки, жанровые сюжеты с участием лошадей среди зимних пейзажей.
В эту пору своей деятельности стал являться со своими работами в парижских салонах. Французская критика относилась к ним с большой похвалой, а одна из картин, находившихся на парижской выставке 1863 году, «Возвращение с медвежьей охоты», была приобретена Наполеоном III. За неё и за две другие картины («Ярмарка» и «Станция», проданные также в Париже) он был награждён кавалерским знаком ордена Почетного легиона. В том же году написал для брюссельской выставки картины «Туманное утро при восходе Солнца», «Путник, застигнутый зимней вьюгой», и «Портрет Чихачова верхом на коне во время его путешествия в Турции».
Возвратившись в Петербург в 1864 году, он исполнил для императора Александра II картину «Выезд царя Алексея Михайловича на смотр воинства в 1664 г.», после чего неоднократно (до 1882 года) удостаивался работать по высочайшим заказам. Из других его произведений достойны внимания «Царь Алексей Михайлович с боярами, на охоте близ Москвы» (1874) «Поезд Ивана Грозного на богомолье» «Переход гвардии чрез Балканы» (1879) «Масленица в деревне» (доставившая художнику медаль на филадельфийской всемирной выставке), «Праздник св. Флора и Лавра, в деревне» и несколько других.

## Семья
У Сверчкова был сын Георгий Николаевич (28 мая 1872 — 25 сентября 1957, Париж), также художник, выступивший против большевиков и перебравшийся в Париж.
Согласно исследованию истории коллаборационизма Игоря Петрова, Георгий бросил жену с двумя детьми. Его сын — внук и полный тезка знаменитого анималиста — Николай Георгиевич Сверчков (р. 1898). Во время оккупации был начальником полиции Смоленска, затем уехал в Латинскую Америку, где жил под фамилией Рогалев и основал сеть лож мартинистов.

## Галерея

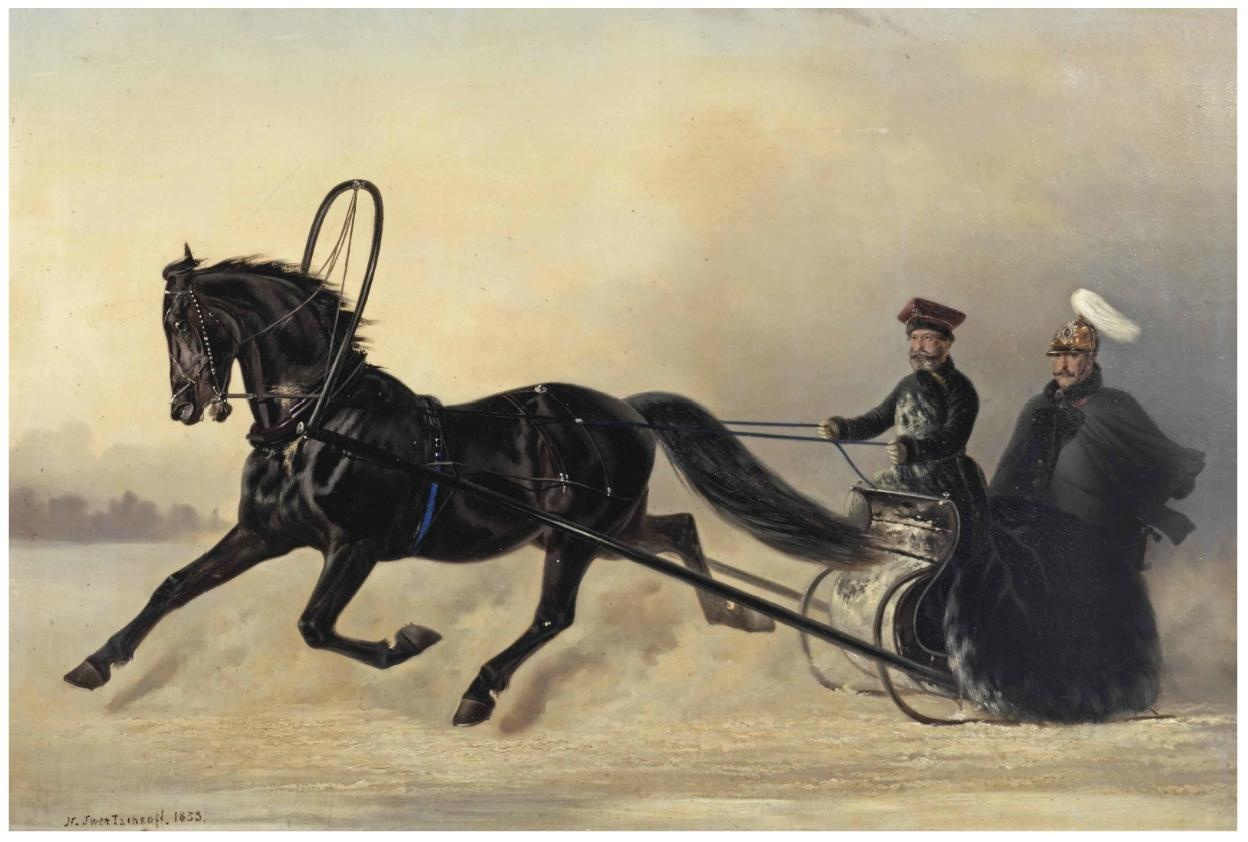
Император Николай I на зимнем выезде (1851)
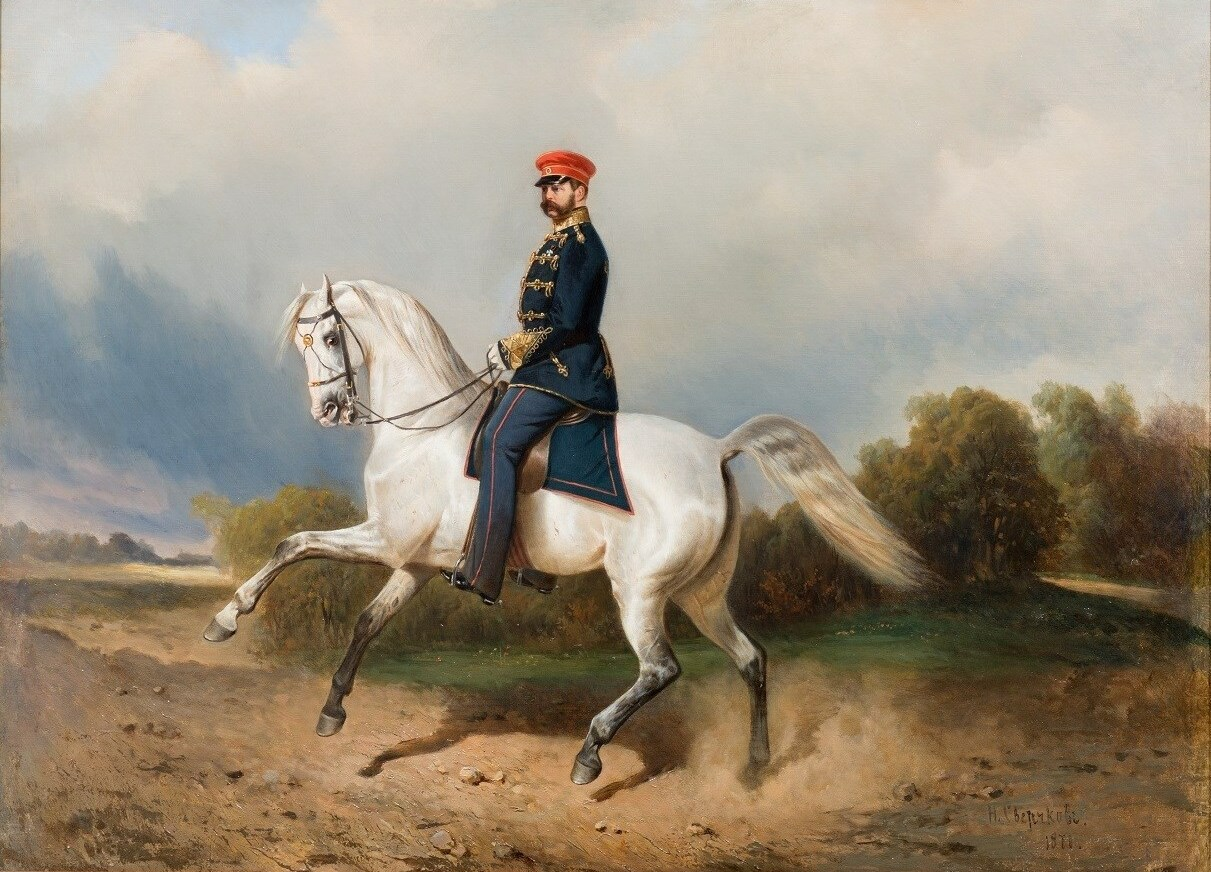
Император Александр II (1871)
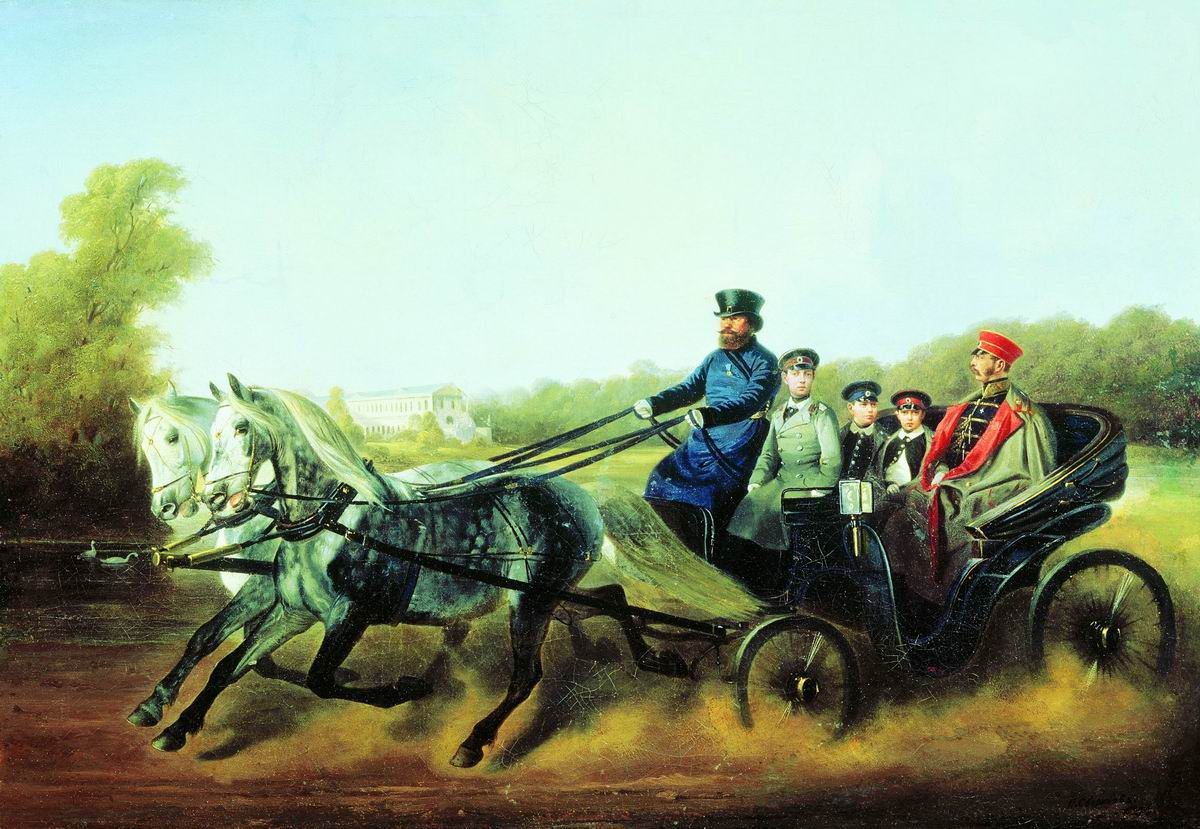
Александр II с детьми в коляске
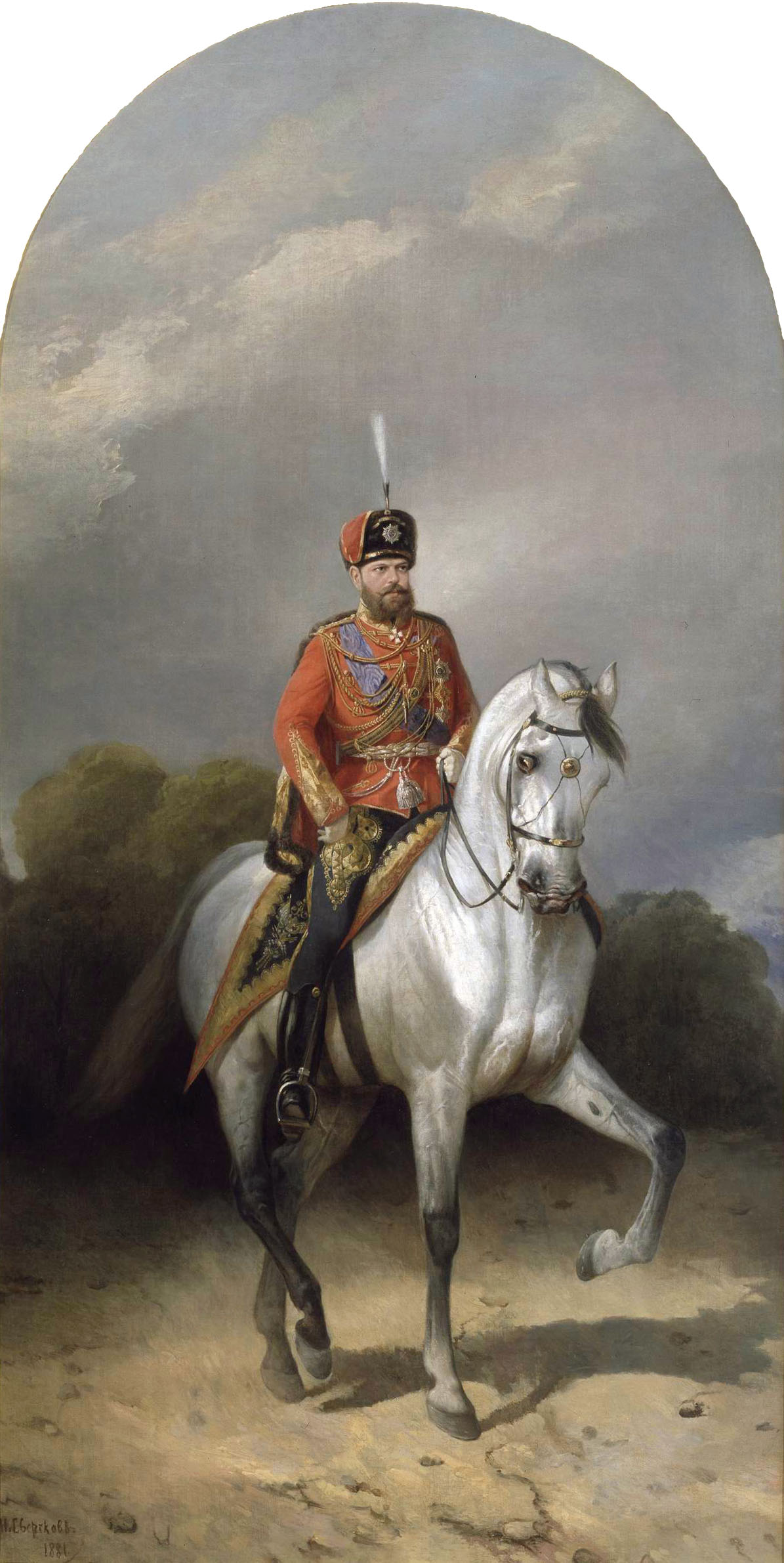
Александр III (1881)
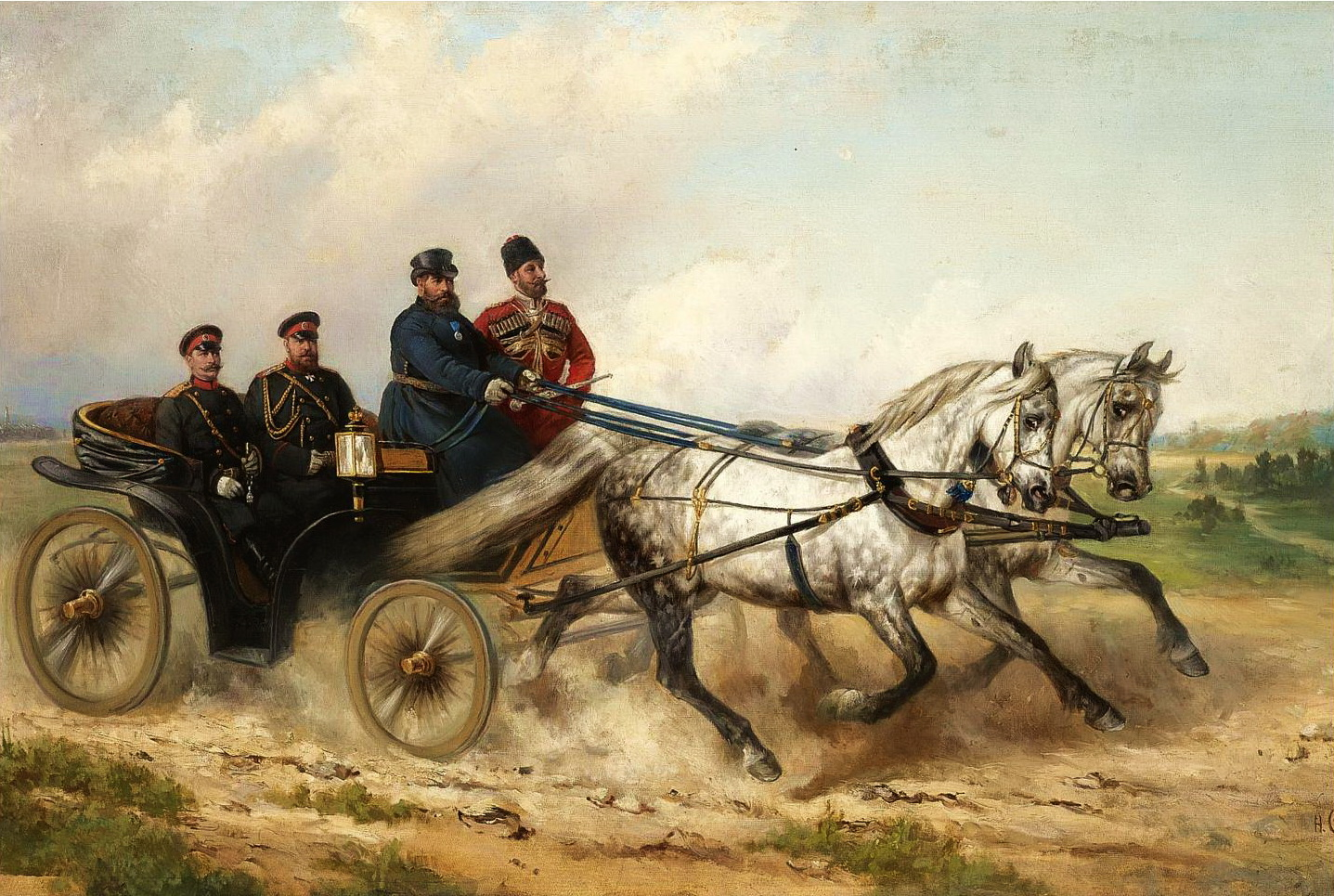
Александр III и кайзер Вильгельм в открытом ландо (1888)

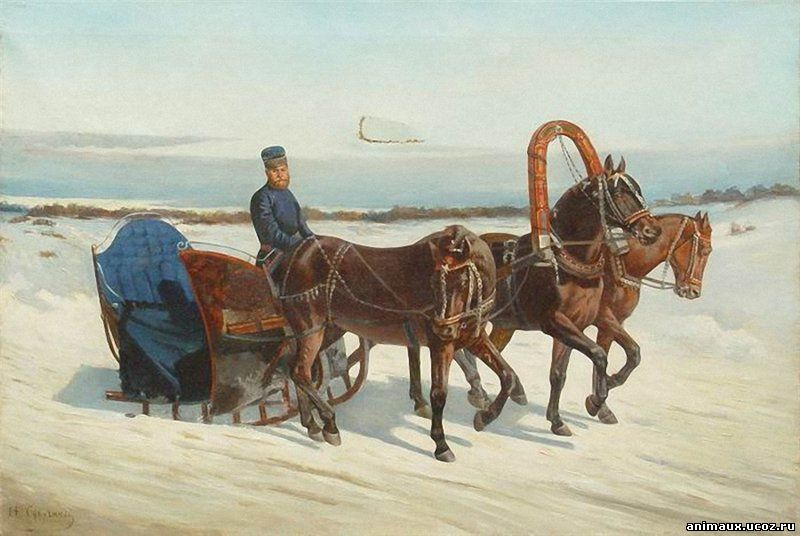
Тройка (1848)
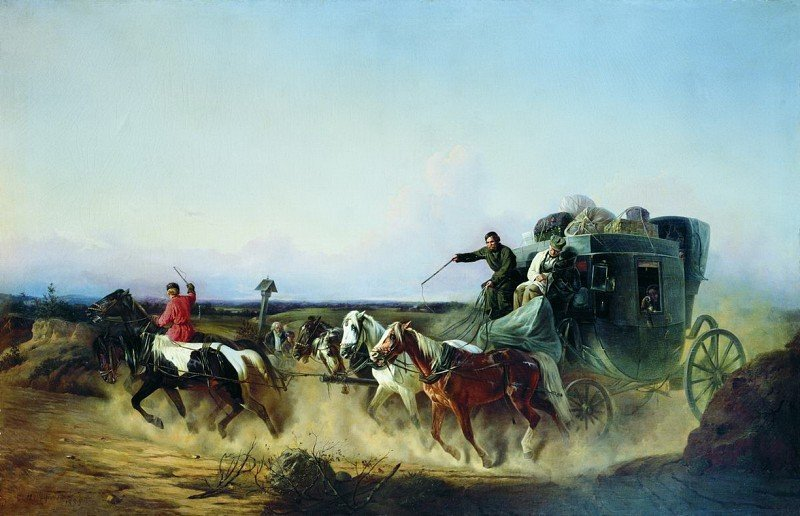
Помещица в пути (1855)
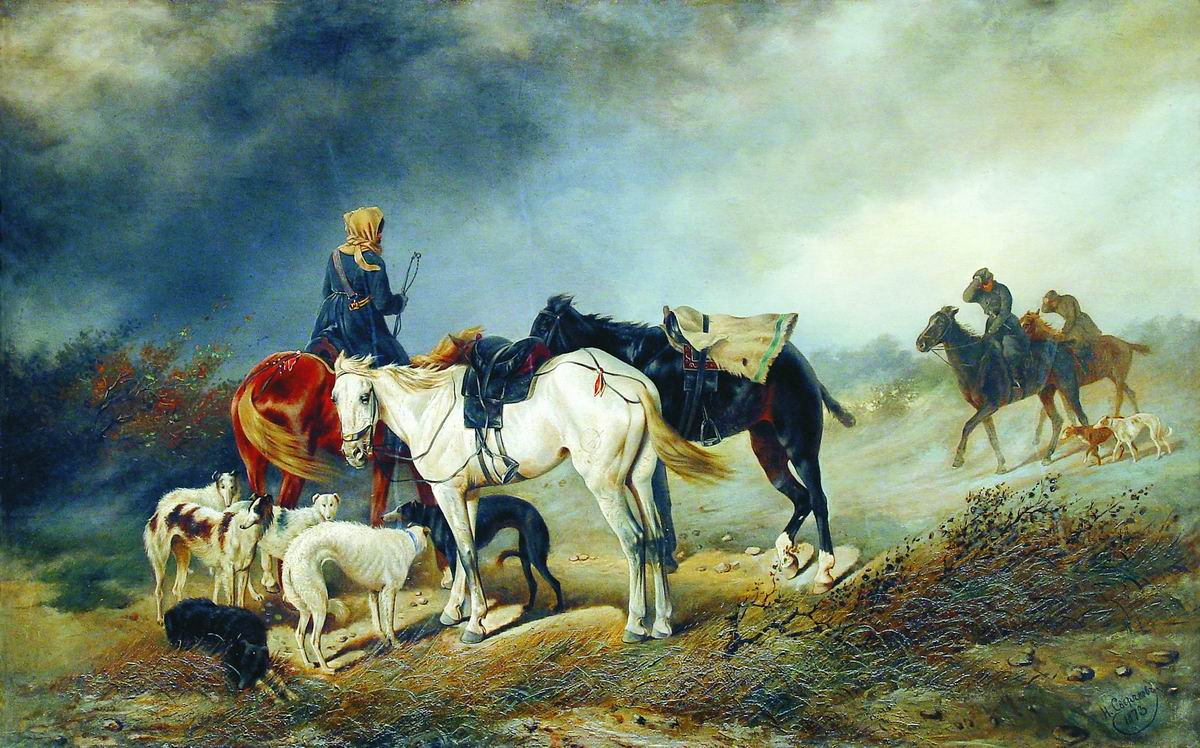
Охотники в степи (1873)
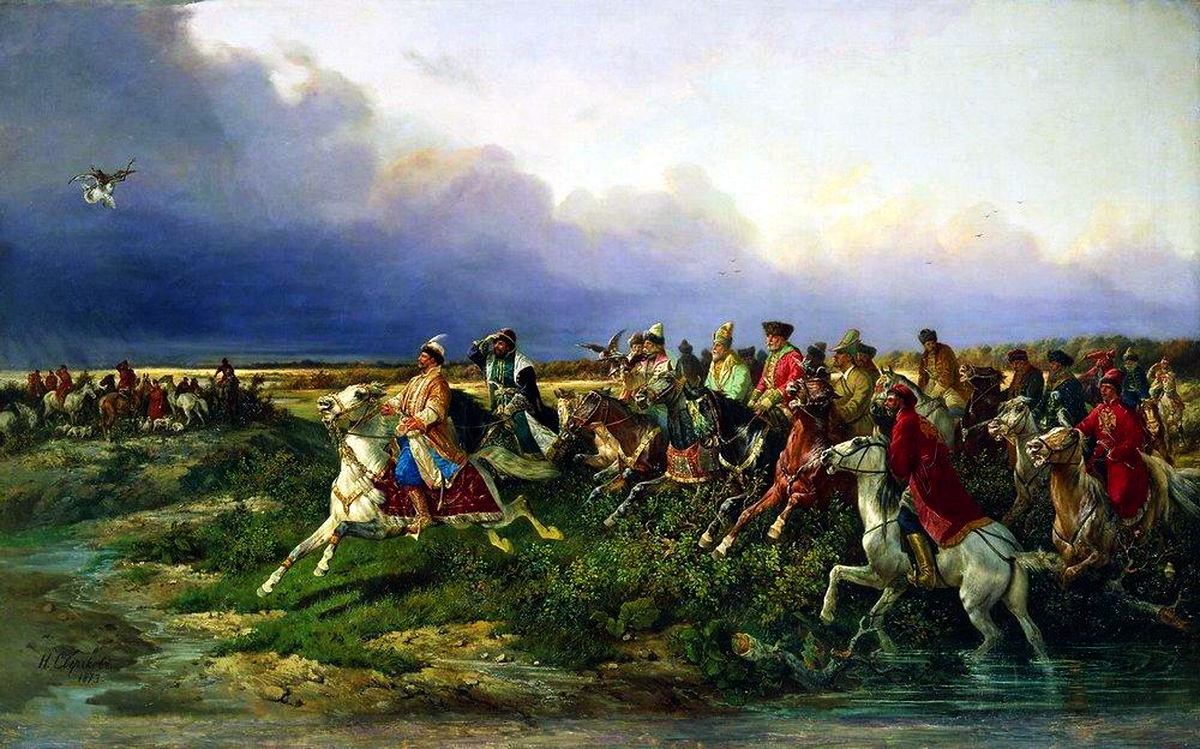
Царь Алексей Михайлович с боярами на соколиной охоте (1873)
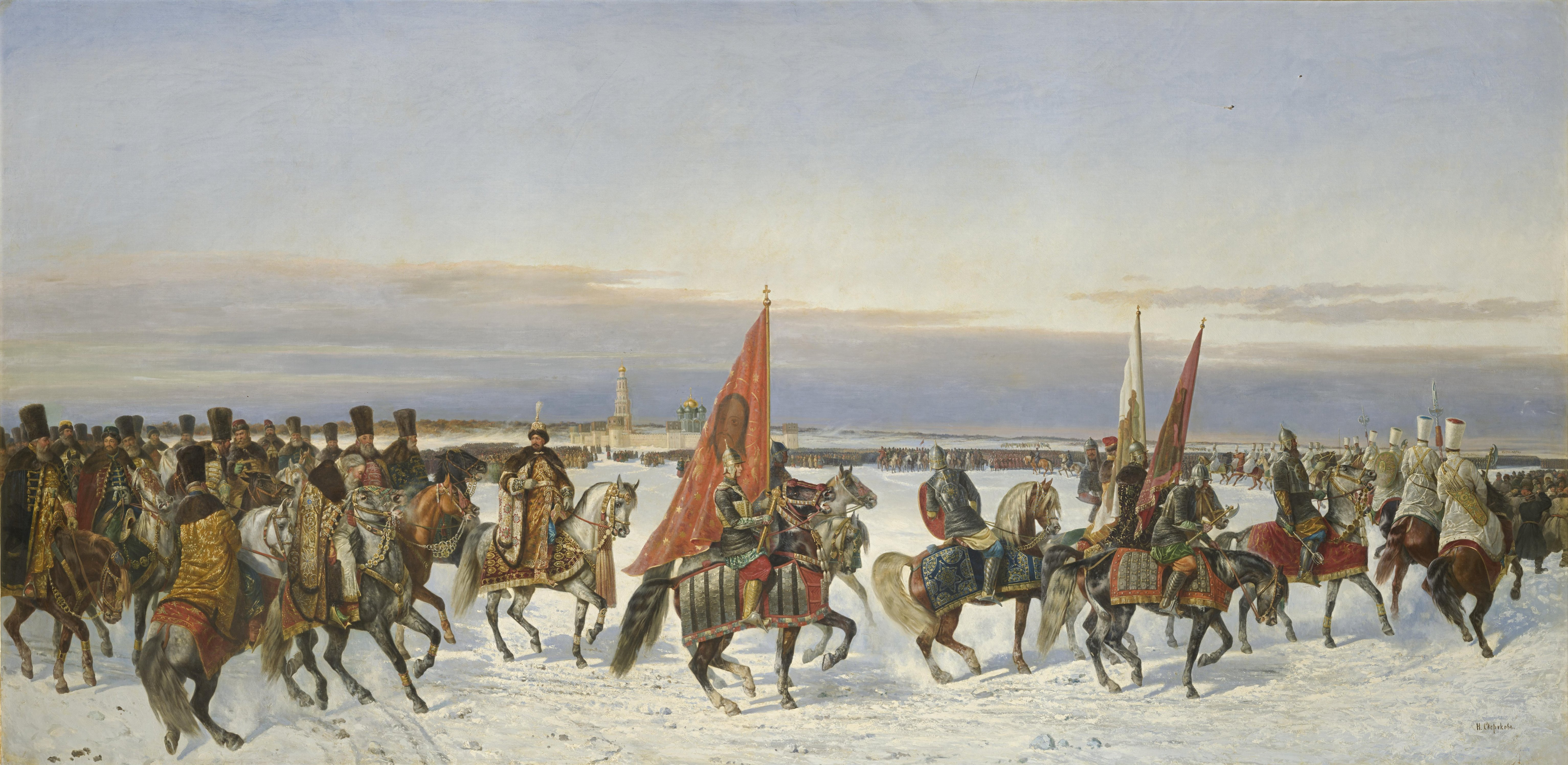
Выезд царя Алексея Михайловича на смотр войск в 1664 году (1864)